# Steding (Adelsgeschlecht)

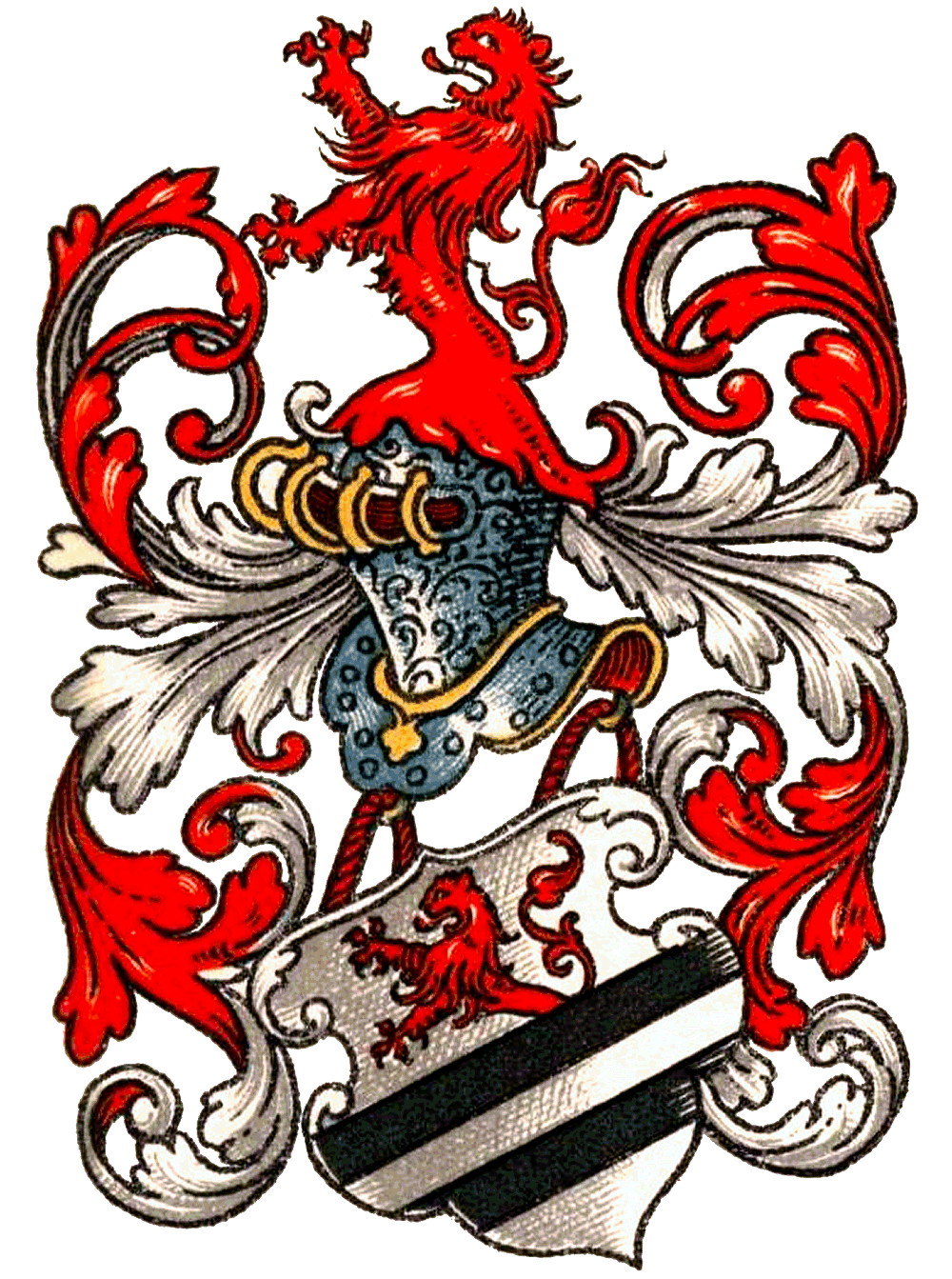
Wappen der Steding

Die Steding, auch Stedingk, waren ein altes westfälisches Adelsgeschlecht im Oldenburger Münsterland.

## Geschichte
Urkundlich wird ein Heinrich Steding im Jahr 1244 als Gefolgsmann des Grafen Otto von Oldenburg erwähnt. Möglicherweise stammt die Familie ursprünglich aus dem Stedinger Land bei Bremen. Ein Wilke Steding wechselt 1335 aus den Diensten der Grafen von Hoya in die des Bischofs von Münster und erscheint 1354 als Burgmann zu Vechta. Im Jahr 1399 war ein Wilke Steding Teilnehmer an der Fehde gegen den Grafen von Tecklenburg.
Im 16. Jahrhundert war die Familie auf den Gütern Huckelrieden und Stedingsmühlen ansässig.
Bekanntestes Mitglied der Familie war Wilke Steding (* um 1500; † 1570), Herr von Huckelrieden und Stedingsmühlen. Der Bischof von Münster Franz von Waldeck übertrug ihm 1534 Burg und Amt Wildeshausen und bestallte ihn zum obersten Hauptmann der Landsknechte beim Kampf gegen die Wiedertäufer in Münster. Nach langer Belagerung gelang es ihm mit etwa 300 Mann, am 24./25. Juni 1535 die Stadt Münster zu erobern. 1536–1538 wurde er zusätzlich Drost von Delmenhorst. Ab 1539 wurde Wilke Steding für mehrere Jahre zum Drost der Ämter Cloppenburg und Vechta ernannt. Um 1540 Aufbau des Gutes Stedingsmühlen bei Cloppenburg. Erbe wurde sein Sohn Heinrich Steding (* 1520; † 1602) aus seiner ersten Ehe. Nach unterschiedlichen Quellen war dies Anna von Oeynhausen zu Eichholz. oder Anna von Weddesche. Aus seiner zweiten Ehe mit der bürgerlichen Anna Wittrock entstand ein bürgerlicher Zweig, dem mehrere Geistliche und Ministeriale entstammen.
Heinrich Steding heiratete 1546 Johanna von Dincklage vom Gut Schulenburg. Nach Heinrichs Stedings Tod erfolgte eine Aufteilung des Besitzes unter seinen Söhnen Arnd Steding (* 1558; † 15. April 1639 auf Stedingsmühlen), Herr zu Stedingsmühlen und Wilke Steding (* 1548; † 1612), Herr zu Huckelrieden.

### Huckelrieden
Wilke Steding, (* 1548; † 1612), 1590 Drost zu Cloppenburg, Herr zu Huckelrieden. Ihm folgte sein Sohn Christoph Ludolph, der sich als erster von Steding schrieb. Letzter Erbe aus dem Haus Steding war dessen Enkel. Christoph Ludolph Carl Anton von Steding starb 1701 unverheiratet. Das Gut Huckelrieden fiel an seinen Vetter, den tecklenburgischen Drosten Bernard Caspar Heinrich von Lüning auf Haus Kappeln bei Westerkappeln.

### Stedingsmühlen

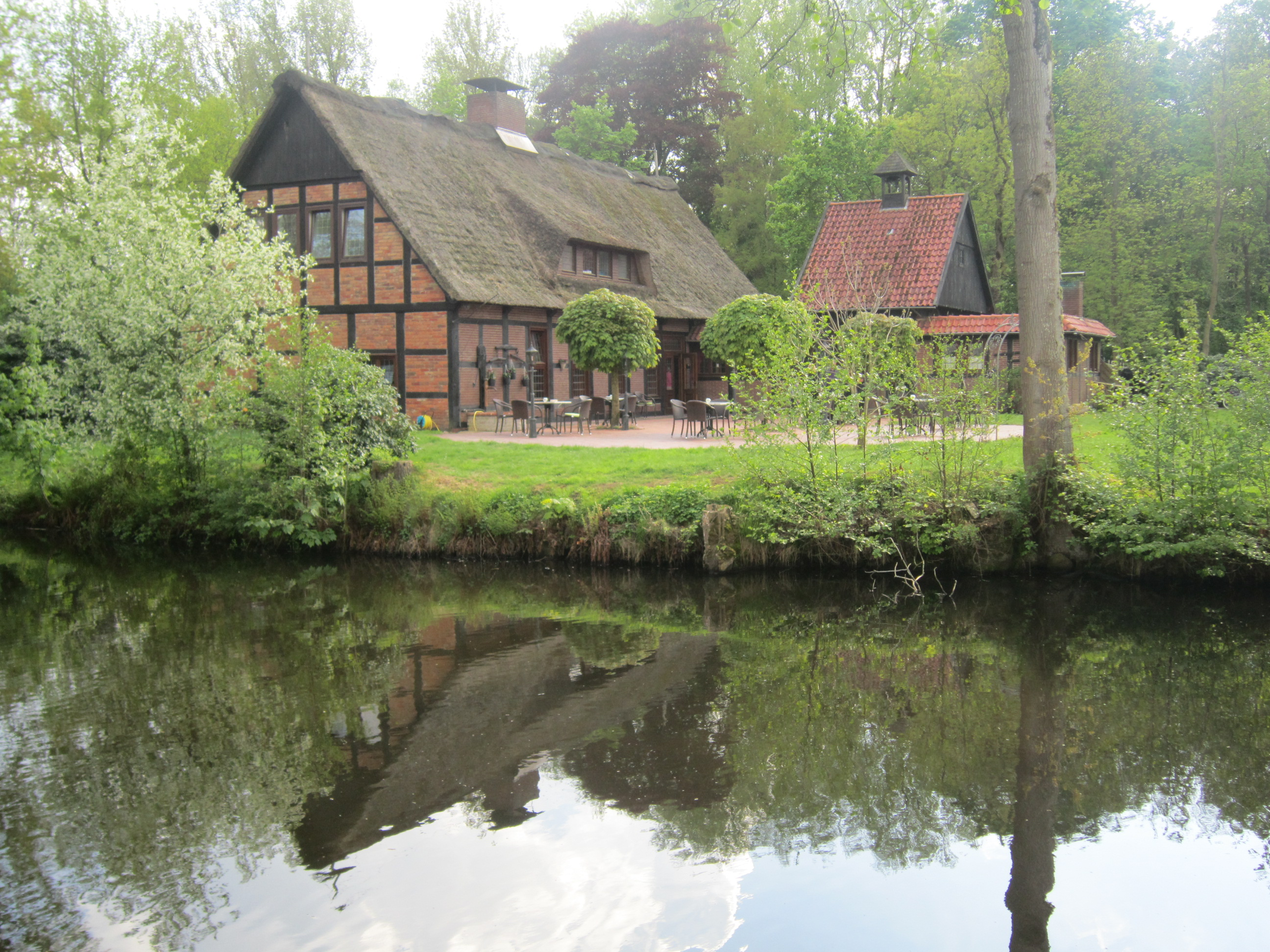
Gut Stedingsmühlen

Arnd Steding (* 1558; † 15. April 1639), Herr zu Stedingsmühlen. 1659 übernahm Enkel Adolph Boldewin von Steding († 8. Februar 1706) das Erbe. Sein erstgeborener Sohn Johann Carl (* 13. August 1680; † nach 1766) wurde um 1700 wegen eines Duells auf der Universität in Haft gesetzt, aus der ihn die Tochter des Sögeler Vogts, Clara Kösters, befreite. Aus Dankbarkeit heiratete er sie und trat zur katholischen Konfession über. Sein Vater war darüber aufgebracht und beschnitt ihn in seinem Testament in den Allodien. Als Adolph Boldewin von Steding starb, versuchte Johann Carl sofort Besitz von den Gütern zu ergreifen, wurde aber durch eine bewaffnete Mannschaft der Burg Vechta daran gehindert. Erst nach dem Tod der Witwe Steding († 8. Januar 1707) kam er in den Besitz des Guts. Sein Sohn und Erbe Otto Heinrich von Steding blieb unverheiratet und musste das verschuldete Gut am 11. März 1791 veräußern.

### Holzhausen
Ein weiterer Sohn des Wilke Steding, Johann Hilmar Steding (* 1550; † 9. Oktober 1626) konnte 1586 das Gut Holzhausen im Kreis Minden-Lübbecke erwerben. Verheiratet war er mit Anna Maria von Kerssenbrock (* 1560; † 22. Dezember 1644).

## Wappen
In Silber (Gold) zwei schwarze (oder auch rote) Querbalken, darüber ein aufwachsender, roter Löwe. Auf dem Helm mit rot-silbernen Decken der wachsende Löwe.

## Namensträger
- Heinrich Steding († 16. Mai 1580), Bruder des oben genannten Wilke Steding († 1570), Deutschordensritter in Livland bis 1577, Komtur zu Goldingen[2]
- Wilke Gottfried Steding (* 24. April 1641; † 17. Juni 1689 Cloppenburg), Senior und Scholastikus der Kollegiatkirche zum hl. Alexander Wildeshausen, 1671 Pfarrer in Cloppenburg, 4. Juli 1673 Ernennung zum „Commissarius in Spiritualibus per Embslandiam“[13]
- Michael Steding (* 1665 Lingen; † 10. März 1729 Cloppenburg), Kanonikus in Wildeshausen, 17. September 1689 Pfarrer in Cloppenburg, 1708 Dechant Amt Cloppenburg, 1715 Dechant Amt Vechta[13]
- Gottfried Steding (* 23. August 1673 Lingen; † 24. August 1730 Vechta), 1715 Dechant des Alexanderkapitels. Begraben in der Propsteikirche Vechta. Gedenkstein neben dem Josephsaltar[14]
- Wilhelm Heinrich Steding (* 16. Februar 1666 Lingen; † vor 30. April 1723 Münster), Dr. jur., Fürstlicher Kanzleidirektor zu Münster, Hofrat und Geheimer Referendarius, erhielt am 20. August 1719 von Fürstbischof Clemens August seine Bestallung als Vizekanzler